# Hohlenstein-Stadel
Hohlenstein-Stadel – jaskinia położona w Jurze Szwabskiej w Niemczech, w dolinie rzeki Lone, niedaleko Asselfingen. Stanowisko archeologiczne.
Jaskinia znajduje się około 2 km od jaskini Vogelherdhöhle. Po raz pierwszy została przebadana w 1861 roku przez poszukującego kości niedźwiedzi Oskara Fraasa. Prace wykopaliskowe na szerszą skalę przeprowadził w latach 30. XX wieku Robert Wetzel, zostały one jednak przerwane z wybuchem II wojny światowej. Po jej zakończeniu zostały wznowione.
W toku prac archeologicznych w jaskini odsłonięto sekwencję stratygraficzną sięgającą od interglacjału eemskiego do holocenu. Wśród znalezisk znajdują się fragmenty kości udowej neandertalczyka oraz szczątki Homo sapiens. Najsłynniejszym odkryciem z Hohlenstein-Stadel jest wykonana z ciosu mamuta figurka o wysokości 28 cm, przedstawiająca człowieka z głową lwa, będąca wytworem kultury oryniackiej. Pierwsze jej fragmenty odkryto w 1939 roku, w następnych latach odnalezione zostały kolejne części.